# Corbulella fossa
Corbulella fossa is een mosdiertjessoort uit de familie van de Calloporidae. De wetenschappelijke naam van de soort werd voor het eerst geldig gepubliceerd in 1951 door Uttley.